# Leo Barnhorst
Leo A. "Barney" Barnhorst (ur. 11 maja 1924, zm. 25 sierpnia 2000) – amerykański koszykarz, występujący na pozycji skrzydłowego, uczestnik spotkań gwiazd NBA, weteran II wojny światowej.
w 1949 roku brał udział w trasie po Europie z zespołem Harlem Globetrotters.

## Osiągnięcia
NCAA
- Zaliczony do składu All-American Honorable Mention[1]

NBA
- 2-krotny uczestnik meczu gwiazd NBA (1952, 1953)[2][3]

Inne
- Wybrany do Galerii Sław Koszykówki stanu Indiana (1980)[1]